# Benante
Benante es una entidad de población española del municipio de Esterri de Cardós, perteneciente a la provincia de Lérida, en la comunidad autónoma de Cataluña. En 2022, tenía empadronados tres habitantes.